# Weiltingen
Weiltingen est une commune (Markt) allemande, située en Bavière, dans l'arrondissement d'Ansbach et le district de Moyenne-Franconie.

## Géographie

Situation de Weiltingen dans l'arrondissement d'Ansbach

Weiltingen est située à la limite avec l'arrondissement de Danube-Ries, sur la rivière Wörnitz, à 13 km au sud-est de Dinkelsbühl et à 55 km au sud-ouest d'Ansbach, le chef-lieu de l'arrondissement. Weiltingen appartient à la communauté administrative de Wilburgstetten.
Communes limitrophes (en commençant par le nord et dans le sens des aiguilles d'une montre) : Wittelshofen, Gerolfingen, Wassertrüdingen, Fremdingen et Wilburgstetten.

## Histoire
Weiltingen a été au Moyen Âge le siège d'une seigneurie appartenant à une branche collatérale de la maison de Wurtemberg. En 1616, avec l'extinction de cette branche, Weiltingen fait retour au duché de Wurtemberg sous le règne de Jean-Frédéric de Wurtemberg.
Ce n'est qu'en 1810 que Weiltingen, lors d'un accord d'échange entre Bavière et Wurtemberg que Weiltingen fut échangé avec Altshausen et intégré au royaume de Bavière. La ville rejoignit alors l'arrondissement de Dinkelsbühl.
Les communes de Wörnitzhofen en 1971, de Frankenhofen et Veitsweiler en 1978, ont été incorporées à la commune de Weiltingen, lors de la disparition de l'arrondissement de Dinkelsbühl et son absorption par celui d'Ansbach.

## Démographie
Marché de Weiltingen seul :
| 1910 | 1933 | 1939 | 1961 | 1970 |
| ---- | ---- | ---- | ---- | ---- |
| 741  | 709  | 764  | 739  | 752  |

Marché de Weiltingen dans ses limites actuelles :
| 1910  | 1933  | 1939  | 1950  | 1961  | 1970  | 1979  | 2000  | 2009  |
| ----- | ----- | ----- | ----- | ----- | ----- | ----- | ----- | ----- |
| 1 422 | 1 339 | 1 303 | 1 910 | 1 443 | 1 403 | 1 283 | 1 406 | 1 368 |